# 中興百貨
中興百貨，簡稱中百，是臺灣一家已停業的百貨公司，總部位於臺北市松山區復興北路與長安東路口「芝蔴大廈」。

## 發展簡史
1978年，華美建設投資設立「芝蔴百貨」，後來因華美建設創辦人兼芝蔴百貨大股東張克東資金周轉不靈而售出。1981年，芝蔴百貨被霖園集團蔡辰洲併購，並改名「興來百貨」。1985年發生十信案，蔡辰洲資產被查封拍賣。中興紡織併購興來百貨，更名為「中興百貨」。
中興百貨擴展中國大陸業務在上海成立分店，並成立中興百貨新竹店，又接手明德春天百貨成立中興百貨信義店，業務到達顛峰。
但在2007年，中興紡織爆發財務危機，牽連百貨事業群，導致中興百貨周轉不靈，出現資金缺口。積欠廠商貨款達到新台幣3億元，同時也傳聞在11月28日會無預警關閉，這讓不少廠商都非常憂心拿不到款項，而紛紛到中興百貨去搬貨。11月29日，中興百貨總經理蔡振世出面澄清，強調中興百貨不會「關門大吉」，還出面否認中興百貨將無預警關閉的消息。蔡振世表示：「雖然這幾年來，中興百貨利用活動好不容易創造業績，也希望藉此現金流量能有很好規劃以度過危機，沒想到今年大環境狀況不好，年底週年慶銷售量也比預期差很多，因此資金短缺，財務周轉的確出現吃緊的狀況，不過中興百貨還是不會輕易結束營業」。
2008年，中興百貨管理人事異動，總經理由中興紡織鮑氏家族千金鮑佩鈴接任，並積極為中興百貨尋求新的出路；同年7月，中興百貨舉辦「華麗謝幕，感恩促銷」活動後結束營業。

## 特點
中興百貨的靈魂人物非徐莉玲莫屬。她一路由初期華美建設時期的芝麻百貨，到蔡家時代的興來百貨，而後到中興百貨，幾乎主導著整體企業的興衰；當然在最後與中興紡織董事長周音喜的理念不合下，掛冠求去，而使中興百貨逐漸走向下坡。
與其他帶有日系色彩的百貨公司不同，中興百貨將中國風的裝潢與設計風格引入百貨公司，堪稱令人耳目一新的臺灣自創百貨品牌。當時以引領時尚、獨樹風格為特色，首開百貨公司每季展演服裝秀之先河。
中興百貨的電視廣告為不直接行銷商品的意識形態廣告，歷年廣告詞的共同特色就是以消除消費者花錢時的罪惡感為訴求，這些廣告詞是：「善男人、善女人，慾海無邊如恆河沙數，唯中興百貨週年慶折扣是岸」、「沒有禁欲的消費者，只有太清教徒的百貨公司」、「繼續購物，才能提升國家競爭力」、「再有詩意的衣服，也無法掩飾沒有詩意的社會」、「『消費正確』比『政治正確』正確」。

中興百貨復興店A館原址位於芝蔴大廈，目前為星聚點KTV復興館

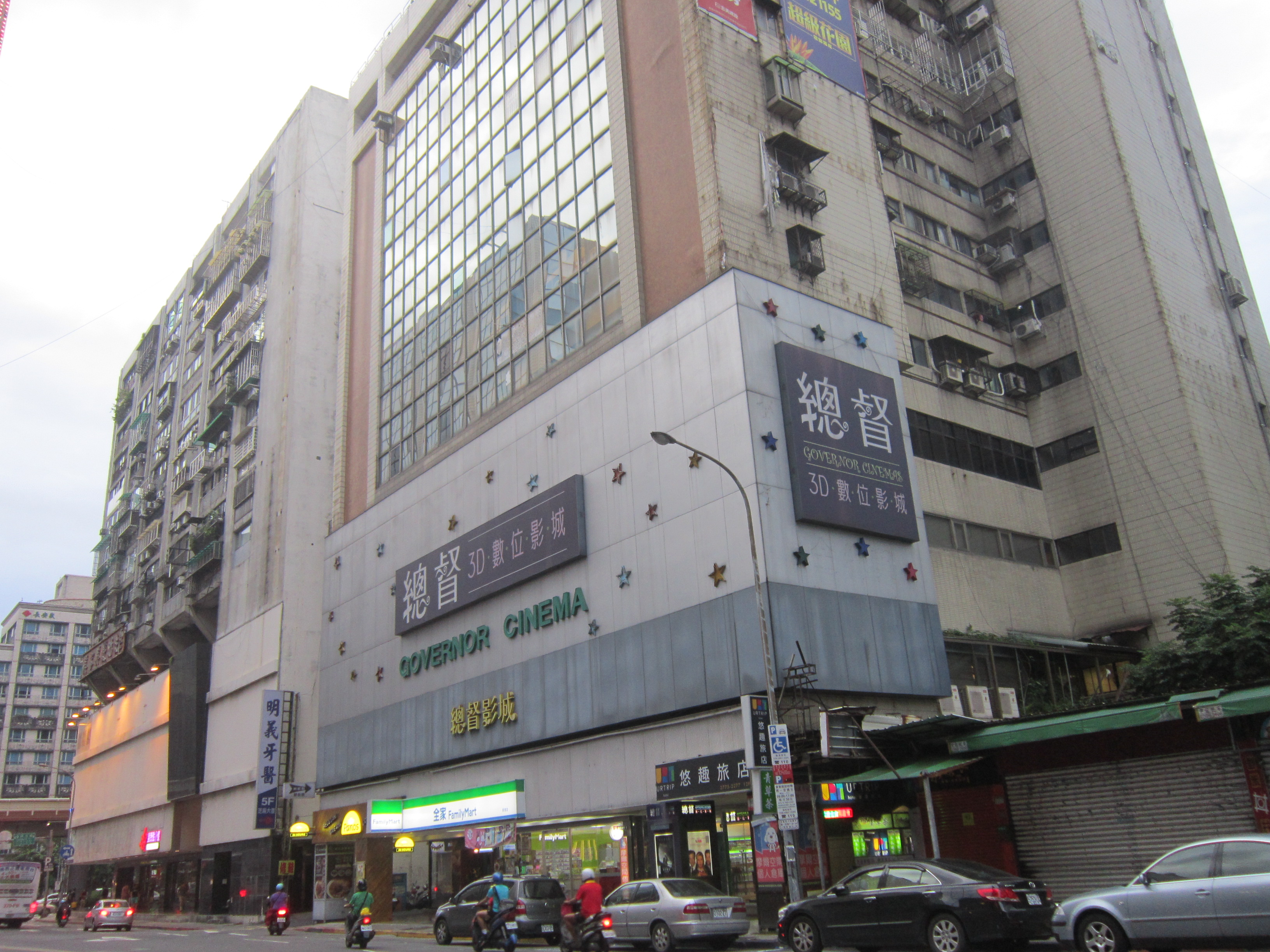
中興百貨復興店B館原址位於金芝麻大廈，目前已變身為總督影城

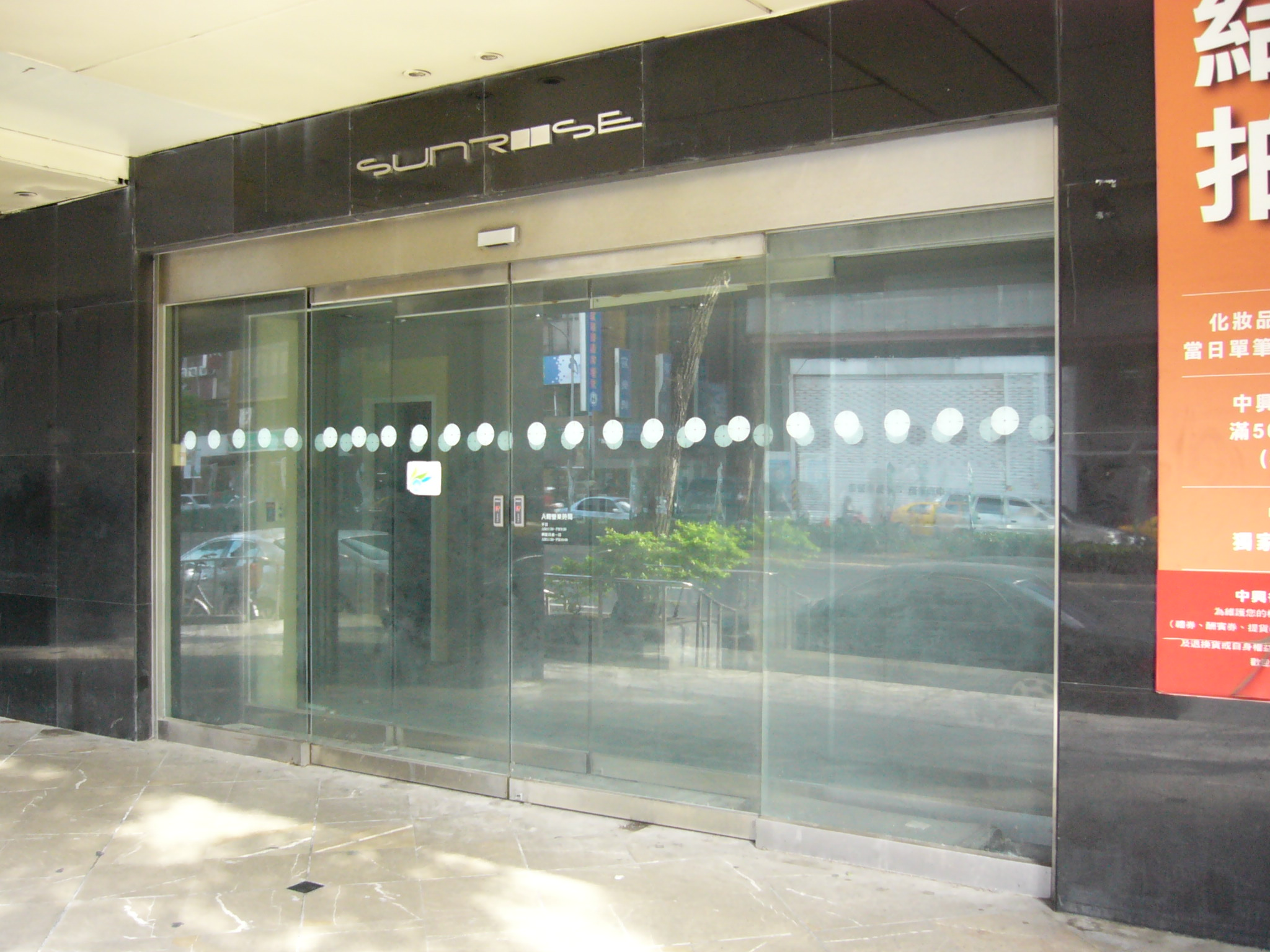
中興百貨復興店A館結束營業後大門今貌

## 分店
復興店

- 1985年開業，分為A、B兩館，有地下廊道相通。其中A館賣場面積2630坪，為原芝蔴百貨的部分，位於芝蔴大廈地下一樓至地上四樓；B館為後來才興建的金芝麻大廈，在中興百貨時期才擴張營業的。[14]
- 2008年復興店結束營業，A館兩千多坪的建物，中興紡織為解決財務問題而委託外商仲介標售，最後被宜蘭頭城出身的代書李銘松以新臺幣十二億元所標下。目前現址轉租給星聚點KTV，B館則為總督數位影城。[15][16]

地址：臺北市松山區復興北路與長安東路二段口
新竹店

- 1989年開業，賣場面積約7000坪。
- 2004年轉型為「新竹中興百貨生活館」。
- 2005年7月底新竹店結束營業[17]，現址為昌禾營建機構總部與昌禾生活廣場。

地址：新竹市東區林森路32號
信義店

- 2002年接手明德春天百貨臺北店，更名為中興百貨信義店。
- 2004年信義店結束營業，現址為ATT OUI婚禮專門店、柯旅天閣旅館與愛買忠孝店。

地址：臺北市信義區忠孝東路五段

## 備註及參考
1. ↑  . msnews.n.yam.com.   [2016-12-03]. （原始内容存档于2016-12-20）.
2. ↑  中時電子報. . 中時電子報.   [2016-12-03]. （原始内容存档于2016-10-21） （中文（臺灣））.
3. ↑  中興百貨危機 急邀廠商協調（页面存档备份，存于）
4. ↑  中興百貨驚傳跳票[永久]
5. ↑  薪水還沒發下來　中興百貨員工日子難過
6. ↑  中興紡織鮑氏家族千金鮑佩鈴接總座為中興百貨尋求新的出路（页面存档备份，存于）
7. ↑  中興百貨 7月31日下臺一鞠躬
8. ↑  讓中興百貨由盛而衰的關鍵人物
9. ↑  蔡惠芳，新聞幕後－中興百貨大樓的一頁滄桑史 （页面存档备份，存于），中時電子報，2015-10-07
10. ↑  .   [2016-12-03]. （原始内容存档于2016-12-20）.
11. ↑  Summer Tien, , 2008-08-24  [2016-12-03], （原始内容存档于2016-12-20）
12. ↑  (swbsr), swbsr. . * the best is yet to come!.   [2016-12-03]. （原始内容存档于2017-01-12） （中文（臺灣））.
13. ↑  三立新聞網. .   [2016-12-03]. （原始内容存档于2016-12-03）.
14. ↑  . 獨立評論@天下：最混亂的時代 最清明的聲音 - 天下雜誌.   [2016-12-03]. （原始内容存档于2015-09-30）.
15. ↑  . www.governor.com.tw.   [2016-12-03]. （原始内容存档于2016-11-29）.
16. ↑  中興百貨大樓的一頁滄桑史（页面存档备份，存于）
17. ↑  .   [2019-08-27]. （原始内容存档于2019-08-20）.

## 外部連結
- 中興百貨業 - 鉅亨網 （页面存档备份，存于）